# Chamaecrista robynsiana
Chamaecrista robynsiana là một loài thực vật có hoa trong họ Đậu. Loài này được (Ghesq.) Lock miêu tả khoa học đầu tiên.